# Inflația educațională
Inflația educațională descrie fenomenul în care se ridică cerințele educaționale pentru anumite ocupații, chiar dacă acestea nu necesită neapărat o educație superioară. Termenul este adesea folosit pentru a explica de ce angajatorii solicită din ce în ce mai multe calificări pentru poziții care, în trecut, necesitau mult mai puțină pregătire formală.
Un exemplu comun al acestui proces poate fi observat în ocupații precum muncitorii din construcții, curățătorii sau cizmarii. În trecut, era suficientă finalizarea școlii primare, dar în prezent, aceste locuri de muncă cer o diplomă de liceu. De asemenea, poziții precum supraveghetorii de șantier sau ofițerii de credite, care înainte cereau o diplomă de liceu, acum solicită adesea o diplomă universitară. În anumite cazuri, diplomele de masterat devin cerințe chiar și pentru posturi care anterior se limitau la absolvenți cu licență, cum ar fi directorii guvernamentali sau ghizii turistici specializați în situri istorice.
Odată cu aceste cerințe crescute, asistăm la o devalorizare a diplomelor. Pozițiile care necesitau anterior doar un doctorat, cum ar fi cele de profesor universitar, necesită acum, pe lângă doctorat, și una sau mai multe burse postdoctorale. În multe cazuri, aceste cerințe suplimentare nu reflectă o creștere a complexității sarcinilor, ci mai degrabă reprezintă o metodă de a filtra un număr mai mare de candidați.

## Credențialismul
Credențialismul se referă la accentul excesiv pus pe calificările formale, cum ar fi diplomele, în deciziile de angajare sau promovare. Aceasta poate duce la situații în care o diplomă devine principalul criteriu pentru a stabili dacă o persoană este sau nu capabilă să îndeplinească o anumită sarcină sau să fie considerată expertă într-un domeniu.
Trecerea către o economie bazată pe cunoaștere, caracterizată de progres tehnologic și globalizare, a amplificat cerințele intelectuale pentru multe ocupații. Această transformare a redus cererea pentru muncă manuală și a generat o nevoie sporită de competențe cognitive. Astfel, angajatorii au început să pună tot mai mult accent pe diplome, considerându-le un indicator convenabil al capacității intelectuale.
Scăderea vizibilității angajaților la locul de muncă este asociată cu un risc mai mare ca aceștia să nu performeze bine în sarcini cognitive. Această problemă, combinată cu dificultățile în măsurarea abilităților cognitive, a determinat angajatorii să pună mai mult accent pe acreditări, precum diplomele universitare.

## Inflația academică
Inflația academică descrie fenomenul în care un număr din ce în ce mai mare de persoane cu diplome universitare (licență, masterat sau doctorat) concurează pentru un număr limitat de locuri de muncă ce necesită astfel de calificări. Acest proces se intensifică atunci când absolvenții de facultate ocupă locuri de muncă care nu erau anterior destinate acestora, și titularii de diplome superioare continuă să migreze către aceste poziții, transformându-le în „profesii pentru absolvenți.” Astfel, cerințele academice minime pentru anumite locuri de muncă sunt crescute artificial, chiar și pentru sarcini simple.
Inflația academică a fost comparată cu inflația monedelor de hârtie, unde prea multe diplome urmează prea puține oportunități de muncă. Aceasta descrie devalorizarea treptată a calificărilor academice și educaționale, ceea ce duce la scăderea avantajului pe care o diplomă îl oferă pe piața muncii. Similar cu inflația prețurilor, valoarea diplomelor și certificatelor obținute scade odată cu creșterea numărului de persoane care dețin astfel de calificări. În unele cazuri, cerințele educaționale și testele suplimentare pot crea o lipsă artificială de forță de muncă.
Termenul de „inflație academică” a fost popularizat de Ken Robinson în cadrul discursului său TED intitulat „Școlile ucid creativitatea,”. Acest fenomen este recunoscut de-a lungul ultimului secol în învățământul superior occidental. De asemenea, a fost documentată și în China antică, Japonia și în universitățile din Spania în secolul al XVII-lea.
O consecință a acestui fenomen este reducerea oportunităților de avansare prin „învățare la locul de muncă,” pe măsură ce educația formală devine din ce în ce mai instituționalizată. Angajatorii tind să aibă încredere mai mare în certificatele și diplomele acordate pe baza evaluărilor altora, mai degrabă decât în abilitățile practice dobândite în timpul muncii.
Un exemplu concret poate fi găsit în profesia de kinetoterapeut: dacă în anii 1980 o diplomă de licență era suficientă pentru a intra în domeniu, în anii 1990 se aștepta deja ca un candidat să dețină o diplomă de master, iar în prezent doctoratul devine noua normă. În mod similar, cerințele legale care impun ca asistentele medicale să aibă o diplomă de licență au contribuit la deficitul de asistente medicale.
Cauzele inflației academice sunt subiect de dezbatere, dar se consideră că aceasta rezultă în mare parte din accesul crescut la învățământul superior. În prezent, multe locuri de muncă de nivel entry-level necesită o diplomă de licență sau chiar mai mult, în timp ce în trecut erau accesibile doar cu un simplu liceu. Alte cauze potențiale ale inflației acreditărilor includ cerințele impuse de angajatori, dorința personală de avansare, standardele de trai mai ridicate, care permit mai mulți ani de educație, și accesul larg la împrumuturi pentru studii, ceea ce face educația superioară mai accesibilă.

## Probleme
Inflația acreditărilor este un subiect controversat. Unele preocupări comune discutate în acest subiect sunt:
- Taxele de școlarizare și creșterea taxelor au fost puse pe seama inflației diplomelor.[35][36]
- Studenții care urmează o facultate pentru acreditări pot fi mai puțin implicați decât cei o urmează pentru dezvoltare personală.[37]
- Alte forme de învățare au fost devalorizate în favorul învățământului superior.[38][39][40]
- Costurile de oportunitate ale frecventării învățământului superior pot include: economii întârziate, mai puțini ani în forța de muncă (și mai puține venituri) și amânarea întemeierii familiilor.[41]
- Lipsa unei facultăți pregătite adecvat și creșterea numărului de profesori adjuncți, ceea ce poate afecta negativ calitatea educației.[42]
- Inflația notelor a fost corelată cu inflația notelor de către unii academicieni.[3]
- Unii au acuzat inflația diplomelor de devalorizare a experienței de muncă și de angajare, deși majoritatea datelor arată că diplomele nu sunt la fel de căutate ca experiența relevantă.[43]

## Epoca de Aur
În cultura occidentală, în special în Statele Unite, a existat o creștere a popularității profesiilor în contrast cu declinul interesului pentru producție sau afaceri independente. Această schimbare poate fi legată de stratificarea socială apărută în perioada cunoscută sub numele de Epoca de Aur.
Epoca de Aur a fost o perioadă caracterizată de dezvoltarea marilor afaceri și globalizare, mai ales în industriile construcțiilor și petrolului. În timpul marii crize economice din 1929-1939, monopolurile au expropriat terenurile fermierilor de subzistență, iar mecanizarea muncii agricole a dus la transformarea multor angajatori și lucrători independenți în muncitori salariați. Orașele precum New York și Chicago au devenit centre de afaceri datorită dezvoltării rapide a căilor ferate și creșterii utilizării vaporilor pentru comerțul internațional. Companiile mari, precum Standard Oil, au dominat piața, lăsând puțin loc pentru afaceri mici, ceea ce a dus la o scădere a antreprenoriatului și la acceptarea unor locuri de muncă prost plătite.

## Coreea de Sud
Coreea de Sud are un sistem educațional deosebit de stresant. 70% dintre sud-coreeni dețin diplome postliceale, iar aceștia obțin scoruri de top sau aproape de top în comparație cu alte țări, dar sunt nevoiți să se lupte pentru puține locuri de muncă într-o economie cu costuri ridicate de întreținere. Pe lângă faptul că trebuie să muncească din greu, se confruntă și cu o criză imensă a locuințelor. În 2021, sinuciderea a fost principala cauză de deces pentru persoanele sub 40 de ani, responsabilă pentru 44% din decesele adolescenților, procent care a crescut la 56,8% pentru cei în vârstă de 20 de ani. Dintre națiunile OCDE, Coreea de Sud are cea mai mare rată a sinuciderilor. Doar 23,6% dintre profesori și-au exprimat satisfacția față de munca lor într-un sondaj din 2023. Țara suferă, de asemenea, din cauza ratei extrem de scăzute a natalității, sub unu copil pe femeie, o dovadă a presiunii resimțite de potențialii părinți.